# Jackson Brundage
Pour les articles homonymes, voir Brundage.
Jackson Timothy Brundage est un acteur américain, né le 21 janvier 2001 à Los Angeles. Il est notamment connu pour son rôle de Jamie Scott, Les Frères Scott.

## Biographie

### Carrière
Jackson commence sa carrière à l'âge de 5 ans dans Les Frères Scott dans le rôle de James Lucas Scott (Jamie). Il a aussi eu un rôle dans le petit film indépendant Lime Salted Love. Puis à 6 ans, il fait une brève apparition dans un épisode de la série Las Vegas. Il garde un très bon souvenir de cette expérience, et déclare même que c’est ce tournage qui lui fait réaliser qu’il veut être acteur.
Dans la série Les Frères Scott, il incarne le neveu de Lucas Scott (Chad Michael Murray) et fils de Nathan Scott (James Lafferty) et de Haley James Scott (Bethany Joy Lenz). À neuf ans, alors qu'il joue encore dans Les Frères Scott, il apparaît dans un épisode de NCIS : Enquêtes spéciales, où il joue Tommy, un petit garçon qui découvre un cadavre. À l'âge de dix ans, il prête sa voix au dessin animé Einstein Pals. Alors que Jackson a onze ans, la série qui l'a fait connaître touche à sa fin.

### Vie personnelle
Le père de Jackson s'appelle Richard, il a deux sœurs, Vicky et Jasmine, et un frère cadet, Parker. Il adorait jouer au football avec les membres du casting des Frères Scott quand ils ne tournaient pas. Il fait partie de l'Académie de karaté du Soleil Levant. Il adore le football, la natation, le baseball et le basketball.

## Filmographie
- 2006 : Lime Salted Love (ja) : Charlie
- 2007 - 2012 : Les Frères Scott : James « Jamie » Lucas Scott (saisons 5 à 9)
- 2008 : Las Vegas : Danny (saison 5, épisode 7)
- 2010 : NCIS : Enquêtes spéciales : Tommy Smith
- 2011 : Einstein Pals : Pablo (voix)
- 2012 - 2015 : Papa fait son show : Joe Hubbs